# Taipei chinois aux Jeux olympiques d'hiver de 2010
Cet article contient des informations sur la participation et les résultats de Taïwan aux Jeux olympiques d'hiver de 2010 à Vancouver au Canada. Taïwan était représenté par 1 athlète.

## Cérémonies d'ouverture et de clôture

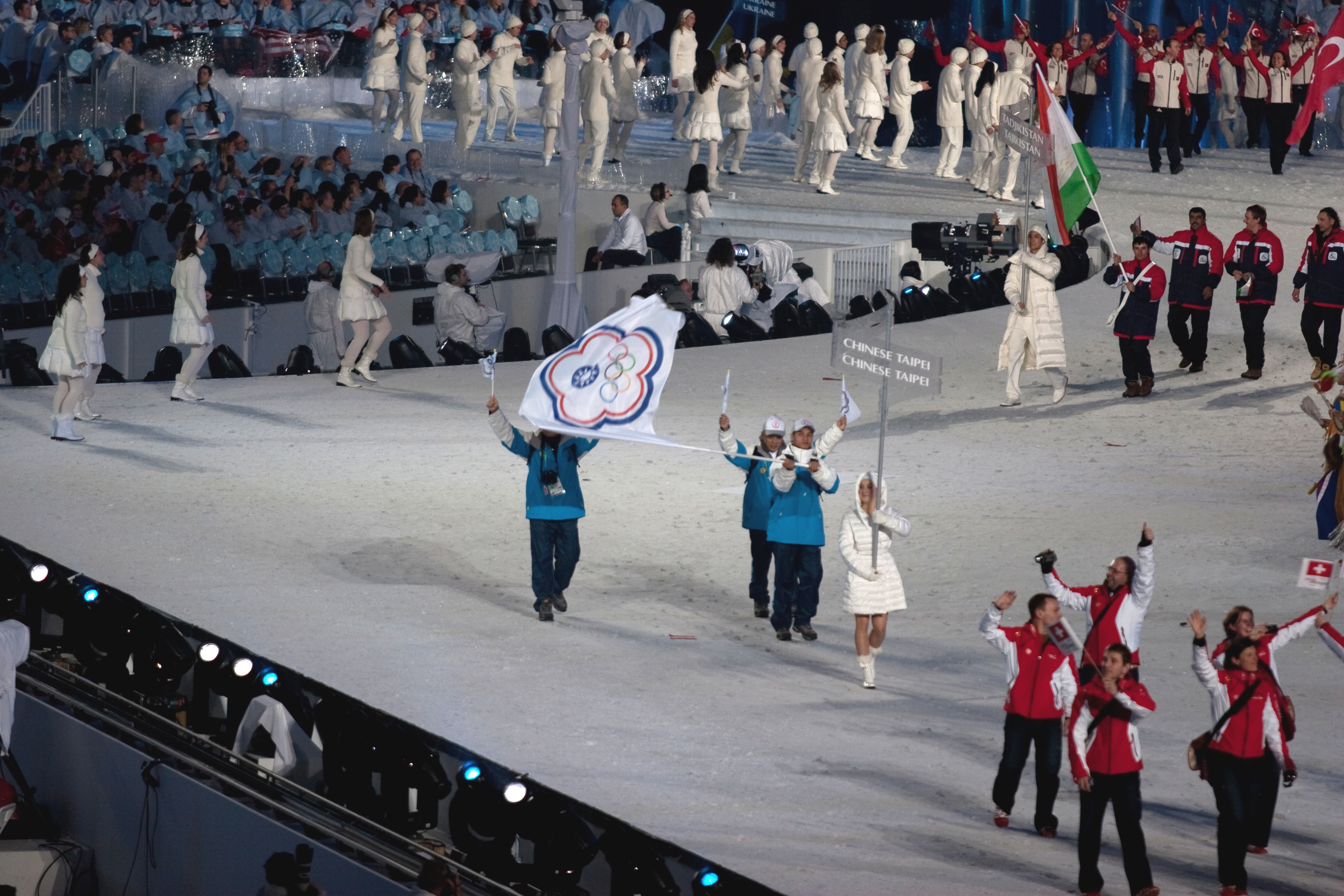
Entrée de la délégation taïwanaise lors de la cérémonie d'ouverture.

Comme cela est de coutume, la Grèce, berceau des Jeux olympiques, ouvre le défilé des nations, tandis que le Canada, en tant que pays organisateur, ferme la marche. Les autres pays défilent par ordre alphabétique. Taïwan est la 76e des 82 délégations à entrer dans le BC Place Stadium de Vancouver au cours du défilé des nations durant la cérémonie d'ouverture, après la Suisse et avant le Tadjikistan. Cette cérémonie est dédiée au lugeur géorgien Nodar Kumaritashvili, mort la veille après une sortie de piste durant un entraînement. Le porte-drapeau du pays est le lugeur Ma Chih-hung.
Lors de la cérémonie de clôture qui se déroule également au BC Place Stadium, les porte-drapeaux des différentes délégations entrent ensemble dans le stade olympique et forment un cercle autour du chaudron abritant la flamme olympique. Le drapeau taïwanais est à nouveau porté par Ma Chih-hung.

## Luge
| Nom          | Épreuve |
| ------------ | ------- |
| Ma Chih-hung | Simple  |

## Diffusion des Jeux à Taïwan
Les Taïwanais peuvent suivre les épreuves olympiques en regardant en clair la chaîne PTS, mais également sur le câble et le satellite grâce au réseau ELTA. ELTA permet d'assurer la couverture médiatique taïwanaise sur Internet.